# Laëtitia Le Corguillé
Laëtitia Le Corguillé (Saint-Brieuc, 29 luglio 1986) è una ciclista di BMX francese.

## Palmarès
- Giochi olimpici

Pechino 2008: argento nel BMX.
- Mondiali - BMX

Valkenswaard 2004: argento nel BMX Juniores.
Parigi 2005: bronzo nel BMX.
San Paolo 2006: oro nel Cruiser.